# Memorial Avelino Camacho 2011
El XXIII Memorial Avelino Camacho fue una prueba ciclista amateur, disputada en el concejo de Llanera (Asturias), el sábado 27 de agosto de 2011. La prueba, como es habitual, estuvo dividida en dos partes; una primera que constaba de tres vueltas a un circuito largo de 26,7 km, cuya mayor dificultad fue la subida al muro del Mundín, una rampa de 400 m al 14% con una pequeña parte que llega al 19%, a falta de 3 km para la finalización del circuito; y una segunda con otras tres vueltas a otro circuito corto de 14,5 km, con sendas subidas al alto del Robledo, subida de 1,5 km al 11% con tramos que alcanzan el 15%. 
En total tomaron la salida 115 corredores de los que solo 45 cruzaron la meta de Lugo de Llanera.
La victoria fue para el panameño Yelko Gómez del equipo Caja Rural quien se impuso en meta por tan solo un segundo de ventaja a los españoles Andrés Sánchez del Extremadura-Spiuk y a Román Osuna del Andalucía Caja Granada. Tras ellos llegarían a 9 segundos Rubén Fernández del Caja Rural, Víctor Holgado del Extremadura-Spiuk y Jesús Ezquerra del equipo cántabro Cueva el Soplao. Con esta victoria, Yelko Gómez, también conseguía el triunfo en la Copa de España del Porvenir y se convertía en el primer ciclista extranjero en ganar la prueba.
En los momentos previos a la salida se rindió homenaje por parte de los organizadores, a Coque Montero, expresidente de la Federación Asturiana de Ciclismo y exvicepresidente de la Española, así como gran impulsor de esta prueba, y a Xavier Tondo, corredor del Movistar fallecido aquel año y que ganó el Memorial Avelino Camacho en la edición de 1999.

## Clasificación final
| Posición | Ciclista          | Equipo                 | Tiempo     |
| -------- | ----------------- | ---------------------- | ---------- |
| 1.       | Yelko Gómez       | Caja Rural             | 3h 17' 37" |
| 2.       | Andrés Sánchez    | Extremadura-Spiuk      | + 1"       |
| 3.       | Román Osuna       | Andalucía Caja Granada | + 1"       |
| 4.       | Rubén Fernández   | Caja Rural             | + 9"       |
| 5.       | Víctor Holgado    | Extremadura-Spiuk      | + 9"       |
| 6.       | Jesús Ezquerra    | Cueva El Soplao        | + 9"       |
| 7.       | Francisco Clavijo | Andalucía Caja Granada | + 25"      |
| 8.       | Darío Hernández   | Caja Rural             | + 25"      |
| 9.       | Samuel Nicolás    | Mutua Levante-Cafemax  | + 25"      |
| 10.      | Daniel Sánchez    | Extremadura-Spiuk      | + 25"      |

| 11. | Alberto Gallego      | Extremadura-Spiuk             | + 25"    |
| 12. | Jesús Herrero        | Camargo-Ferroatlantica        | + 25"    |
| 13. | Carlos A. Jiménez    | Caja Rural                    | + 25"    |
| 14. | Nacho Pérez          | Diputación de Ávila-Toshiba   | + 25"    |
| 15. | Jesús Rubio          | Andalucía Caja Granada        | + 25"    |
| 16. | Cristóbal Sánchez    | Seguros Bilbao                | + 25"    |
| 17. | Jesús Del            | Caja Rural                    | + 25"    |
| 18. | Josué Moyano         | Caja Rural                    | + 25"    |
| 19. | Manuel Sola          | Andalucía Caja Granada        | + 25"    |
| 20. | Israel Nuño          | Camargo-Ferroatlantica        | + 25"    |
| 21. | Pedro Palma          | Nova Caixa Galicia-Spol       | + 25"    |
| 22. | Cruz Collantes       | Cueva El Soplao               | + 33"    |
| 23. | Alejandro Álvarez    | Camargo-Ferroatlantica        | + 36"    |
| 24. | Yoav Bear            | Autronic-Club Ciclista Vigués | + 51"    |
| 25. | Jonathan Sousa       | Aluminios Cortizo             | + 51"    |
| 26. | Reuben Donati        | Camargo-Ferroatlantica        | + 51"    |
| 27. | Raúl Medín           | Nova Caixa Galicia-Spol       | + 51"    |
| 28. | Diego Rubio          | Diputación de Ávila-Toshiba   | + 51"    |
| 29. | Ismael Sánchez       | Andalucía Caja Granada        | + 1' 06" |
| 30. | José Miguel Culebras | Redyser-Limcamar              | + 1' 06" |
| 31. | Román Sáez           | Guerola-Valencia Terra i Mar  | + 1' 15" |
| 32. | Adrián González      | Frio Julymar                  | + 1' 15" |
| 33. | Víctor Díaz          | Extremadura-Spiuk             | + 1' 15" |
| 34. | Óscar Abad           | Ciudad de Oviedo-Nesta        | + 1' 15" |
| 35. | Adolfo Vicente       | Renault Caeiro                | + 1' 30" |
| 36. | Cristian Escudero    | Nova Caixa Galicia-Spol       | + 1' 30" |
| 37. | Adrián Sart          | Guerola-Valencia Terra i Mar  | + 1' 30" |
| 38. | José Antonio Nocete  | Nova Caixa Galicia-Spol       | + 1' 30" |
| 39. | Jesús Quintanilla    | Andalucía Caja Granada        | + 1' 30" |
| 40. | Marcos Jurado        | Seguros Bilbao                | + 1' 39" |